# 右宰穀
右宰穀（？—前546年），名穀，春秋时期卫国的大夫。
前559年（周灵王十三年、鲁襄公十四年、卫献公十八年），卫献公因为孙氏驱逐而逃到齐国。右宰穀先跟从卫献公，后来又逃回卫国，卫国人要杀掉他。他辩解说：“我过去出逃不是心甘情愿的。就像我穿的是狐皮衣、羊皮袖子（比喻自己善多恶少）。”于是卫国赦免了他。卫国立公孙剽为国君，即卫殇公。前547年（周灵王二十五年、鲁襄公二十六年、卫殇公十二年）卫献公派子鲜为自己谋求再登君位，子鲜把献公的命令告诉甯喜，甯喜告诉右宰穀。右宰穀不同意，说：“你得罪了两个国君，天下谁能收容你？”甯喜说：“我在先人那里接受了命令，不能三心二意。”右宰穀说：“我请求出使去观察一下。”于是就在夷仪进见卫献公。回来后，对甯喜说：“国君在外已十二年了，却没有忧愁的样子，也没有宽容的话，还是原来那样的人。如果不停止让他复位的计划，我们离死就没有几天了。”甯喜说：“有子鲜在那里。”右宰穀说：“子鲜在那里，有什么用？最多不过他自己逃亡，又能为我们做些什么呢？”甯喜没有同意。孙文子这时在戚地，孙嘉去齐国聘问，孙襄留在都城。二月初六日，甯喜、右宰穀攻克孙氏，孙襄受伤而死。二月初七日，杀死了卫殇公和太子角。卫献公复位后，担心甯喜把持朝政，前546年（周灵王二十六年、鲁襄公二十七年、卫献公后元年）夏，公孙免馀再次攻打甯氏，杀死了甯喜和右宰穀，在朝廷上陈尸。《汉书·古今人表》将他定位四等中上。